# Partido de las Masas de Japón
El Partido de las Masas de Japón (japonés: 日本大衆党, Nihon Taishūtō) fue un partido político proletario en Japón.
El Partido de las Masas de Japón fue establecido en diciembre de 1928 por una fusión del Partido Laborista-Agrario de Japón (que había ganado un escaño en las elecciones de 1928), el Partido de los Granjeros de Japón, el Partido de las Masas Proletarias y otros cuatro partidos de la clase trabajadora. Con ambos partidos de derecha e izquierda uniéndose al nuevo partido, pronto surgieron tensiones, lo que resultó en la expulsión de varios parlamentarios en mayo de 1929.
Con una campaña basada en problemas de tenencia y desempleo, el partido nominó a 23 candidatos en las elecciones de febrero de 1930, ganando dos escaños. En junio de 1930 se fusionó con la Conferencia Nacional para un Partido Proletario Unido y el Partido Popular Nacional para formar el Partido de las Masas Nacionales.